# 김재규 (1938년)
김재규(金在珪, 1938년 3월 29일 ~ )은 대한민국의 외교관이다.

## 학력
- 양정고등학교
- 1961년: 서울대학교 법학과 학사
- 1965년: 서울대학교 행정학과 석사
- 1988년: 국방대학원 안보과정

## 주요 경력
- 1989년~1992년: 우간다 주재 대한민국 대사[1][2]
- 1992년~1993년: 대전직할시 국제관계자문대사
- 1993년~1996년: 베를린 주재 대한민국 총영사[3]
- 1996년~1998년: 이란 주재 대한민국 대사[4]
- 1999년~2002년: 한국국제교류재단 교류담당상근이사[5]
- 외교안보연구원 명예교수